# Theo Peckham
Pour les articles homonymes, voir Peckham (homonymie).
Theo Peckham (né le 10 novembre 1987 à Richmond Hill, Ontario au Canada) est un joueur professionnel canadien de hockey sur glace.

## Carrière de joueur
Après avoir passé trois saisons au sein de l'organisation de l'Attack d'Owen Sound de la Ligue de hockey de l'Ontario, il passa chez les professionnels à l'aube de la saison 2007-2008. Il se joignit alors aux Falcons de Springfield pour y commencer la saison et fut amené à participer en cours de saison à une rencontre de la Ligue National de Hockey avec les Oilers d'Edmonton, club parent des Falcons. Ces derniers l'avait sélectionné lors du repêchage de 2006 en 75e position (troisième ronde). Lors des saisons 2008-09 et 2009-10, il continue à évoluer avec les Falcons de Springfield et participe également à plusieurs rencontres de la LNH avec les Oilers d'Edmonton, équipe pour qui il joue depuis la saison 2010-11.
Le 19 juillet 2013, il signe à titre d'agent libre avec les Blackhawks de Chicago.

## Parenté dans le sport
Peckham est de par son père le demi-frère d'Angela James, membre du Temple de la renommée du hockey.

## Statistiques
| Saison     | Équipe                     | Ligue              |     | Saison régulière | Saison régulière | Saison régulière | Saison régulière | Saison régulière |   | Séries éliminatoires | Séries éliminatoires | Séries éliminatoires | Séries éliminatoires | Séries éliminatoires |
| Saison     | Équipe                     | Ligue              | PJ  | B                | A                | Pts              | Pun              | PJ               | B | A                    | Pts                  | Pun                  |                      |                      |
| 2003-2004  | Rangers de North York      | OPJHL              | 29  | 1                | 4                | 5                | 44               | -                | - | -                    | -                    | -                    |                      |                      |
| 2004-2005  | Attack d'Owen Sound        | LHO                | 61  | 1                | 9                | 10               | 209              | 8                | 0 | 0                    | 0                    | 8                    |                      |                      |
| 2005-2006  | Attack d'Owen Sound        | LHO                | 67  | 6                | 9                | 15               | 236              | 11               | 1 | 6                    | 7                    | 32                   |                      |                      |
| 2006-2007  | Attack d'Owen Sound        | LHO                | 53  | 10               | 25               | 35               | 173              | 4                | 0 | 1                    | 1                    | 0                    |                      |                      |
| 2007-2008  | Falcons de Springfield     | LAH                | 59  | 6                | 7                | 13               | 174              | -                | - | -                    | -                    | -                    |                      |                      |
| 2007-2008  | Oilers d'Edmonton          | LNH                | 1   | 0                | 0                | 0                | 2                | -                | - | -                    | -                    | -                    |                      |                      |
| 2008-2009  | Falcons de Springfield     | LAH                | 47  | 6                | 13               | 19               | 107              | -                | - | -                    | -                    | -                    |                      |                      |
| 2008-2009  | Oilers d'Edmonton          | LNH                | 15  | 0                | 0                | 0                | 59               | -                | - | -                    | -                    | -                    |                      |                      |
| 2009-2010  | Falcons de Springfield     | LAH                | 37  | 0                | 6                | 6                | 106              | -                | - | -                    | -                    | -                    |                      |                      |
| 2009-2010  | Oilers d'Edmonton          | LNH                | 15  | 0                | 1                | 1                | 43               | -                | - | -                    | -                    | -                    |                      |                      |
| 2010-2011  | Oilers d'Edmonton          | LNH                | 71  | 3                | 10               | 13               | 198              | -                | - | -                    | -                    | -                    |                      |                      |
| 2011-2012  | Oilers d'Edmonton          | LNH                | 54  | 1                | 2                | 3                | 80               | -                | - | -                    | -                    | -                    |                      |                      |
| 2012-2013  | Bulls de San Francisco     | ECHL               | 4   | 0                | 0                | 0                | 11               |                  |   |                      |                      |                      |                      |                      |
| 2012-2013  | Barons d'Oklahoma City     | LAH                | 4   | 0                | 1                | 1                | 29               | -                | - | -                    | -                    | -                    |                      |                      |
| 2012-2013  | Oilers d'Edmonton          | LNH                | 4   | 0                | 0                | 0                | 6                | -                | - | -                    | -                    | -                    |                      |                      |
| 2013-2014  | IceHogs de Rockford        | LAH                | 45  | 0                | 6                | 6                | 100              | -                | - | -                    | -                    | -                    |                      |                      |
| 2014-2015  | Thunder de Wichita         | ECHL               | 26  | 2                | 6                | 8                | 46               | -                | - | -                    | -                    | -                    |                      |                      |
| 2014-2015  | HC Banská Bystrica         | Extraliga slovaque | 5   | 0                | 1                | 1                | 8                | -                | - | -                    | -                    | -                    |                      |                      |
| 2014-2015  | Rødovre Mighty Bulls       | Metal Ligaen       | 4   | 0                | 2                | 2                | 0                | 5                | 0 | 0                    | 0                    | 6                    |                      |                      |
| 2015-2016  | Thunder de Wichita         | ECHL               | 16  | 0                | 0                | 0                | 37               | -                | - | -                    | -                    | -                    |                      |                      |
| 2016-2017  | Saugeen Shores Winterhawks | WOAA               | 18  | 5                | 10               | 15               | 86               | 11               | 0 | 4                    | 4                    | 12                   |                      |                      |
| 2017-2018  | Hamilton Steelhawks        | Coupe Allan        | 20  | 4                | 12               | 16               | 43               | 5                | 0 | 3                    | 3                    | 32                   |                      |                      |
| 2018-2019  | Hamilton Steelhawks        | Coupe Allan        | 23  | 1                | 7                | 8                | 64               | 6                | 1 | 0                    | 1                    | 6                    |                      |                      |
| 2019-2020  | Saugeen Shores Winterhawks | WOAA               | 10  | 2                | 7                | 9                | 18               | 3                | 0 | 1                    | 1                    | 4                    |                      |                      |
| Totaux LNH | Totaux LNH                 | Totaux LNH         | 160 | 4                | 13               | 17               | 388              | -                | - | -                    | -                    | -                    |                      |                      |